# Andrzej Mazan
Andrzej Mazan (ur. 16 czerwca 1953 r. w Szczecinie) – polski pedagog, nauczyciel i wykładowca, doktor nauk pedagogicznych, dyrektor Kolegium św. Rodziny w Łomiankach i dyrektor merytoryczny w Fundacji Dobrej Edukacji Maximilianum.

## Życiorys
Urodził się 16 czerwca 1953 roku w Szczecinie. W 1978 roku uzyskał dyplom magistra fizyki na Uniwersytecie Jagiellońskim. W latach 1987-1991 studiował filozofię na Katolickim Uniwersytecie Lubelskim. Uczestniczył też w wykładach i seminariach pod kierunkiem prof. Mieczysława Gogacza i prof. Stefana Swieżawskiego. W 1997 roku został pracownikiem w ówczesnym Instytucie Studiów nad Rodziną. W latach 2001-2002 odbył Studia Podyplomowe Zarządzania Oświatą w Instytucie Badań Edukacyjnych MENiS w Warszawie. W 2009 r. obronił pracę doktorską na Wydziale Pedagogicznym Uniwersytetu Pedagogicznego w Krakowie pt. "Pedagogia Związku Sodalicji Mariańskich Uczniów Szkół Średnich w Polsce w latach 1919-1939". Był wykładowcą w Gdańskiej Wyższej Szkole Humanistycznej. Po przekształceniu Instytutu Studiów nad Rodziną w samodzielny Wydział w latach 2010-2017 pracował jako adiunkt w Katedrze Pedagogiki Rodziny na Wydziale Studiów nad Rodziną UKSW. 
Był nauczycielem i wychowawcą w Szkole Podstawowej w Krasnem-Lasocicach, w Zasadniczej Szkole Rolniczej w Jodłowniku, w Zespole Szkół Mistrzostwa Sportowego w Warszawie, w Ośrodku dla Młodzieży Przewlekle Chorej w Jachrance, w LXVII LO przy Wydziale Pedagogicznym UW w Warszawie oraz w Gimnazjum i Liceum św. Tomasza w Józefowie. Pełnił funkcję dyrektora 40. Szkoły Społecznej w Nowym Dworze Mazowieckim, a także Liceum Ogólnokształcącego im. Karola Wojtyły w Łomiankach (2004-2009). Od 2012 roku jest dyrektorem merytorycznym w Fundacji Dobrej Edukacji Maximilianum. Od 2015 roku jest dyrektorem Kolegium Świętej Rodziny w Łomiankach, placówki wspierającej rodziny prowadzące edukację domową.
Od 2014 r. pisze felietony do Naszego Dziennika. Mąż Marii, ojciec ósemki dzieci.

## Obszary zainteresowań naukowych[3]
Dr Mazan prowadził wykłady z następujących przedmiotów: antropologia filozoficzna, dydaktyka ogólna i szczegółowa, historia wychowania w rodzinie, metodologia i podstawowe elementy logiki, pedagogika ogólna, pedagogika opiekuńcza, pedagogika rodziny, pedagogika społeczna, pedagogika zagrożeń szkolnych, pojęcia i systemy pedagogiczne, rodzina jako środowisko rozwoju i wychowania, środowisko wychowawcze rodziny i szkoły, teoretyczne podstawy wychowania, wychowanie chrześcijańskie wobec współczesnych kierunków pedagogicznych.

## Wybrane artykuły i publikacje
- A. Mazan, Metody wychowania religijnego w szkołach średnich II Rzeczypospolitej W: „Szkice z teorii i praktyki wychowania w Polsce i w Norwegii w XX wieku", red. E. Magiera,  Toruń 2010.
- A. Mazan, Wychowawcze zadania rodziny wobec wybranych wyzwań współczesnej demokracji, w: Pedagogika rodziny – wybrane zagadnienia, A. Regulska (red.), Warszawa 2010.
- A. Mazan, Czasopiśmiennictwo religijne młodzieży gimnazjalnej w II Rzeczypospolitej, w: Czasopiśmiennictwo okresu Drugiej Rzeczypospolitej jako źródło do historii edukacji, red. I. Michalska, G. Michalski, Łódź 2010.
- A. Mazan, Rozumienie rodziny w filozofii realistycznej, w: Wybrane obszary badań pedagogiki rodziny, ks. J. Kułaczkowski (red.), Warszawa 2009 (wyd. 2011).
- A. Mazan, Globalizacja edukacji a wychowanie w rodzinie, w: Zborník vedeckých príspevkov z medzinárodnej vedeckej konferencie, Soňa Hurná (ed.) Levoča 2011.
- A. Mazan, About the necessity of the family and social education for the common upbringing, [w:] Biblia a etika: etické dimenzie správania, ed. Dana Hanesová, Banská Bystrica 2011.
- A. Mazan, Czy kultura, naród, rodzina mogą być jeszcze sposobami wychowywania w ponowoczesności? Red. E. Osewska, UKSW Warszawa 2011.
- A. Mazan, Pedagogia Związku Sodalicji Mariańskich Uczniów Szkół Średnich w Polsce w latach 1919-1939, Łomianki 2013.[4]
- Ł. Kadziński, dr A. Mazan, A. Rybczyk. J. Pilacińska, E. Luks, Poradnik Edukacji Domowej dla rodziców i wychowawców. Biblioteka Fundacji Maximilianum, Warszawa 2014[5]